# Gevlekte bessenpikker
De gevlekte bessenpikker (Rhamphocharis piperata) is een zangvogel uit de familie Melanocharitidae.

## Verspreiding en leefgebied
Deze soort is endemisch in Papoea-Nieuw-Guinea. Het is een vogel van tropisch natuurlijk bos en heuvellandbos. 